# Sundtjärnen (Älvdalens socken, Dalarna)
Sundtjärnen är en sjö i Älvdalens kommun i Dalarna och ingår i Dalälvens huvudavrinningsområde.